# Arcovomer passarellii
Genre
Espèce
Statut de conservation UICN

 LC  : Préoccupation mineure
Arcovomer passarellii, unique représentant du genre Arcovomer, est une espèce d'amphibiens de la famille des Microhylidae.

## Répartition
Cette espèce est endémique du Brésil. Elle se rencontre dans le sud de l'Espírito Santo, dans l'État de Rio de Janeiro et dans le sud-est de l'État de São Paulo. Elle est présente jusqu'à 200 m d'altitude,.

## Étymologie
Le nom du genre arcovomer fait référence au vomer arqué des espèces de ce genre. L'espèce est nommée en l'honneur d'Antonio Passarelli qui a collecté le spécimen type.

## Publication originale
- Carvalho, 1954 : A preliminary synopsis of the genera of American microhylid frogs. Occasional papers of the Museum of Zoology, University of Michigan, vol. 555, p. 1-19 (texte intégral).